# Електрохімічне перемикання
Електрохімічне перемикання (рос. электрохимическое переключение, англ. electrochemical switching) — явище пов'язане з поведінкою електрохімічно перемикальних молекул, які мають різну реактивність щодо одних і тих же хімічних частинок залежно від того, оксидується чи відновлюється перемикальна молекула. Отже реактивність молекули можна контролювати за допомогою електрохімічних реакцій відновлення чи окиснення. Явище особливо важливе в біоелектрохімії.